# Korba

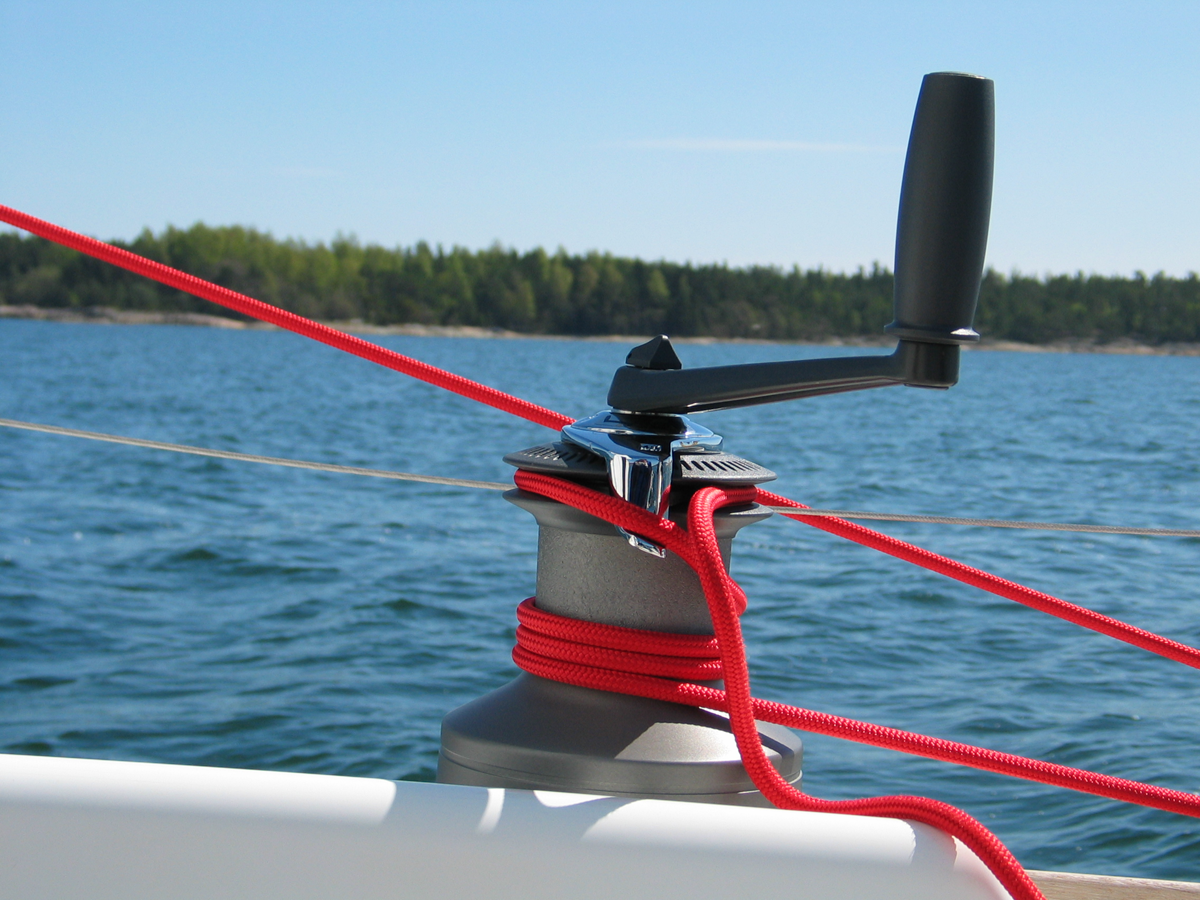
Kabestan z korbą

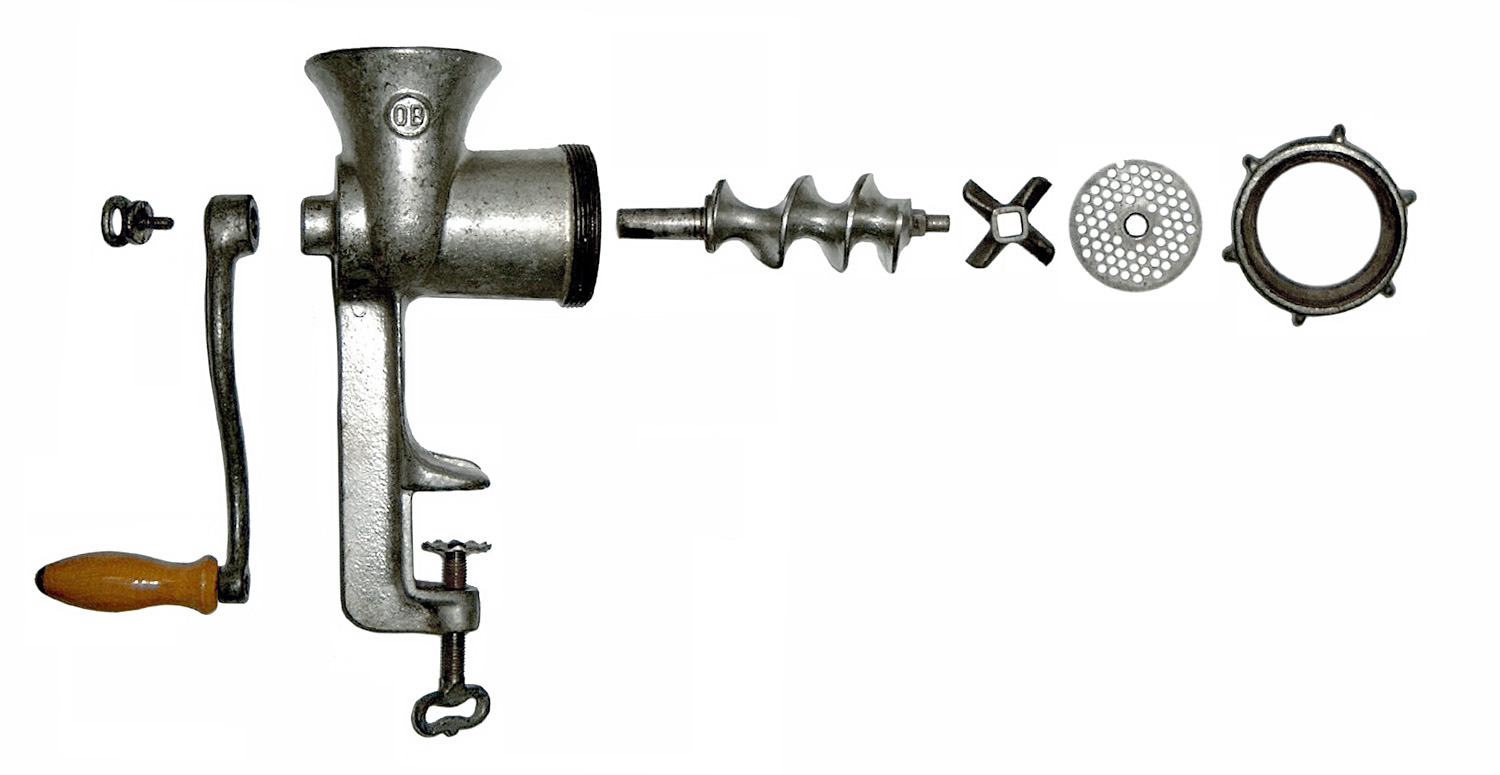
Zastosowanie korby (z lewej) do napędu ślimacznicy i noży w maszynce do mięsa

Korba – element mechanizmów dźwigniowych służący do przeniesienia ruchu obrotowego ramienia na ruch obrotowy wału.
Korba ma zwykle konstrukcję w kształcie jednokrotnie lub dwukrotnie zagiętego pręta zaklinowanego jednym końcem na osi wału. Przykładem jest korba rowerowa, gdzie ruch stóp kolarza po obwodzie koła wymusza obrót suportu wokół osi. Ruch tego mechanizmu jest przekazywany przekładnią łańcuchową do koła napędowego. Odmianą korby jest też klamka drzwiowa.
Korba jest jedną z maszyn prostych, złożeniem koła i dźwigni jednostronnej. Jest też elementem innej maszyny prostej, kołowrotu. Działanie korby polega na wykorzystaniu zjawiska, że iloczyn siły {\displaystyle Q} przyłożonej do ramienia korby o długości {\displaystyle R} obracającej je o kąt {\displaystyle \alpha } przekłada się na, proporcjonalną do ilorazu promienia ramienia {\displaystyle R} i promienia wału {\displaystyle r,} siłę {\displaystyle F} działającą na obwodzie tego wału, czyli faktu, że momenty obrotowe na czopie („uchwycie”) korby i na jej osi obrotu są jednakowe. Obowiązuje tu równanie:
{\displaystyle {\frac {QR}{\alpha }}={\frac {Fr}{\alpha }},} a zatem: {\displaystyle {\frac {Q}{F}}={\frac {r}{R}}.}
Korba występuje też jako element układu korbowego i przenosi ruch obrotowy wału na ruch posuwisto-zwrotny.